# Новоолексіївка (Криворізький район)
Новоолексі́ївка (до 1960-х Олексіївка) — село в Україні, у Вакулівській сільській громаді Криворізького району Дніпропетровської області. Населення — 170 мешканців.

## Географія
Село Новоолексіївка знаходиться на лівому березі річки Жовтенька, вище за течією на відстані 1,5 км розташоване село Дачне, нижче за течією на відстані 1,5 км розташоване село Червона Колона. Через село проходить автомобільна дорога Т 0419.

## Населення

### Мова
Розподіл населення за рідною мовою за даними перепису 2001 року:
| Мова       | Кількість | Відсоток |
| ---------- | --------- | -------- |
| українська | 211       | 98.14%   |
| російська  | 4         | 1.86%    |
| Усього     | 215       | 100%     |

## Релігія
В селі розташований Храм преподобного Олексія, чоловіка Божого ПЦУ (вул. Лермонтова, 76).

## Інтернет-посилання
- Погода в селі Новоолексіївка [Архівовано 20 грудня 2011 у Wayback Machine.]